# Vivild Idrætsforening
Vivild Idrætsforening (forkortet Vivild IF, VIF) er en idrætsforening beliggende i den lille østjyske by Vivild mellem Randers og Grenaa. Foreningen blev stiftet den 7. juli 1939 og dens afdelinger har blandt andet fodbold, badminton, gymnastik, håndbold, petanque og tennis på programmet.

## Ekstern kilde/henvisning
- Vivild IFs officielle hjemmeside Arkiveret 7. december 2008 hos  Wayback Machine

| Fodbold | Spire Denne artikel om en dansk fodboldklub er en spire som bør udbygges. Du er velkommen til at hjælpe Wikipedia ved at udvide den. |